# روبرت بيفيرلي جونيور
روبرت بيفيرلي جونيور (بالإنجليزية: Robert Beverley, Jr.)‏ هو مؤرخ أمريكي، ولد في 1673 في فرجينيا في الولايات المتحدة، وتوفي في 26 أغسطس 1726.